# Tekla Juniewicz
Tekla Dadak, vedova Juniewicz (Krupsko, 10 giugno 1906 – Gliwice, 19 agosto 2022) è stata una supercentenaria polacca vissuta 116 anni e 70 giorni.
Al momento della sua morte era la seconda persona vivente più longeva al mondo, preceduta soltanto dalla francese Lucile Randon, nata nel 1904; dal gennaio 2022, con la morte della giapponese Yoshi Otsunari, della francese Valentine Ligny e della statunitense Thelma Sutcliffe (tutte coscritte della Juniewicz, ma più giovani di lei di alcuni mesi), era l'ultima persona al mondo nata nell'anno 1906 ad essere ancora in vita.
Detenne il titolo di Decana di Polonia dal 20 luglio 2017 alla sua scomparsa. È stata inoltre la prima persona polacca ad aver raggiunto con certezza i 112, i 113, i 114, i 115 ed i 116 anni conquistando a buon diritto il titolo di polacco più longevo di sempre. Essendo nata in un territorio che fa oggi parte dello stato dell'Ucraina, è anche la persona ucraina più vecchia di sempre, avendo superato, il 10 maggio 2020, il record precedentemente detenuto dalla 113enne Goldie Michelson, deceduta nel 2016.
Occupa la 26ª posizione nella classifica delle persone più longeve di tutti i tempi, tra quelle documentate con certezza.

## Biografia
Tekla nacque il 10 giugno 1906 a Krupsko, un centro nei pressi di Mykolaïv, nell'allora Impero austro-ungarico (oggi Ucraina). Fu battezzata il giorno stesso della sua nascita nella chiesa greco-cattolica locale. Il padre della donna, Jan Dadak, lavorava all'epoca per lo scrittore e conte Karol Lanckoroński, mentre la madre, Katarzyna Szkwyrko, casalinga, morì durante la prima guerra mondiale.
Crebbe nella scuola delle "Figlie della Carità", nella città di Przeworsk. Nel 1927 sposò Jan Juniewicz, di oltre ventidue anni maggiore, con il quale si trasferì a Borysław. Da lui ebbe due figlie, entrambe nate nel centro dell'odierna oblast' di Leopoli: Janina, nel 1928, e Urszula, nel 1929. Nel 1945, al termine della guerra, si spostarono dalla città in cui risiedevano, trasferendosi a Gliwice, nel voivodato polacco della Slesia.
Tekla Juniewicz è stata sempre molto attiva, anche in tarda età; è stata completamente autosufficiente sino ai centotré anni, nel 2009. Il 10 giugno 2016 ha compiuto 110 anni, divenendo la prima cittadina della Slesia a farlo. Il 20 luglio 2017, all'età di 111 anni e 44 giorni, dopo il decesso di Jadwiga Szubartowicz, ha ereditato il titolo di Decana di Polonia. È la prima persona di nazionalità polacca ad aver raggiunto i 112, i 113, i 114, i 115 ed i 116 anni.
A 111 e 113 anni è stata sottoposta ad innovativi interventi chirurgici «salvavita» presso il Dipartimento di Chirurgia Generale e Oncologica dell'Ospedale Specialistico di Zagłębie. In occasione del suo 113º compleanno ricevette una lettera di congratulazioni e di auguri da parte del primo ministro polacco Mateusz Morawiecki.
Ha vissuto con il nipote, Adam, nella città di Gliwice fino alla sua morte, avvenuta il 19 agosto 2022.
Il 19 aprile 2022, con il decesso della 119enne giapponese Kane Tanaka, Tekla divenne la seconda persona più longeva vivente al mondo la cui età sia stata verificata dal Gerontology Research Group.